# 半圓

半徑r的半圓

半圓為圓的任意一條直徑把圓周分成兩條弧。半圓的完整弧度始終為180°（相當於π 弧度或半圈）。它只有一條對稱線（反射對稱）。刻在半圓上的三角形必為直角三角形。

## 方程式
在端点之间的直径上的中点{\displaystyle (x_{0},y_{0})}的半圆的方程从下面完全是凹的，方程式為
{\displaystyle y=y_{0}+{\sqrt {r^{2}-(x-x_{0})^{2}}}.}
如果從上方完全凹入，則等式為
{\displaystyle y=y_{0}-{\sqrt {r^{2}-(x-x_{0})^{2}}}.}